# Maguryeong
Maguryeong (koreanska: 마구령, Magu-ryŏng) är ett bergspass i Sydkorea.   Det ligger i provinsen Norra Gyeongsang, i den centrala delen av landet, 160 km öster om huvudstaden Seoul. Maguryeong ligger 818 meter över havet.
Terrängen runt Maguryeong är huvudsakligen kuperad, men söderut är den platt. Maguryeong ligger uppe på en höjd som går i öst-västlig riktning. Runt Maguryeong är det ganska glesbefolkat, med 28 invånare per kvadratkilometer. I omgivningarna runt Maguryeong växer i huvudsak blandskog.